# Suruga
Suruga is een monotypisch geslacht van straalvinnige vissen uit de familie van grondels (Gobiidae).

## Soort
- Suruga fundicola Jordan & Snyder, 1901